# Sminthopsis boullangerensis
Sminthopsis boullangerensis är en pungdjursart som beskrevs av Crowther, Dickman och Lynam 1999. Sminthopsis boullangerensis ingår i släktet Sminthopsis och familjen rovpungdjur. Inga underarter finns listade.
Pungdjuret förekommer på Boullanger Island väster om Australien. Arten vistas där i öppna skogar, hed och träskmarker. Det är omstritt om djuret ska räknas som underart till Sminthopsis griseoventer och därför listas Sminthopsis boullangerensis inte av IUCN.